# Idaho City
Idaho City is een oude mijnplaats gelegen ten noorden van de hoofdstad Boise in het midden van de staat Idaho (Verenigde Staten).

## Geschiedenis
Toen de mannen onder Moses Splawn en George Grimes in 1862 goud ontdekten in Grime Creek begon de koorts in het Boise Basin. Dit veelomvattende bekken/stroomgebied/kom was een van de hoofdontdekkingen van de goudkoorts in de beginjaren en trok mensen overal vandaan. Tegen het eind van 1863 waren het ca. 20.000 mensen die hier de heuvels bedwongen. Het gebied van het Boisebekken omvat de gemeenschappen Idaho City, Centerville, Pioneerville en Quartzburg.

## Demografie
Bij de volkstelling in 2000 werd het aantal inwoners vastgesteld op 458.
In 2006 is het aantal inwoners door het United States Census Bureau geschat op 491, een stijging van 33 (7.2%).

## Geografie
Volgens het United States Census Bureau beslaat de plaats een oppervlakte van
1,8 km2, waarvan 1,8 km2 land en 0,0 km2 water. Idaho City ligt op ongeveer 1191 m boven zeeniveau.

## Plaatsen in de nabije omgeving
De onderstaande figuur toont nabijgelegen plaatsen in een straal van 40 km rond Idaho City.